# Ptenidium formicetorum
Ptenidium formicetorum — вид жуків родини перокрилок (Ptiliidae).

## Поширення
Вид поширений в Північній, Центральній та Східній Європі.

## Опис
Жуки чорного кольору завдовжки близько 0,8 мм. Тіло овально-округле з опуклою грудкою. Трапляються в мурашниках рудого лісового мурашки (Formica rufa) і пахучого мурашки-деревоточця (Lasius fuliginosus).